# Первоцвітові
Первоцвітові або Первоцвітні (Primulaceae) — родина рослин порядку вересоцвітих (Ericales). У складі родини близько 25 родів і понад 1000 видів, що поширені по всій земній кулі, головним чином у помірних і холодних областях північної півкулі.

## Опис
Це переважно трави, рідко напівчагарники, часто запушені залозистими волосками. Листки без прилистків, чергові, у прикореневій розетці як у первоцвіту (Primula), супротивні або кільчасто розміщені, як у вербозілля (Lysimachia), прості, рідше почленовані. Квітки або поодинокі верхівкові, або пазушні, або зібрані у китицю, зонтик, колос або плейохазій. Квітки маточково-тичинкові, правильні, здебільшого п'ятичленні. Оцвітина подвійна. Чашечка зросла, звичайно залишається біля плодів. Плід — коробочка, яка відкривається зубцями або стулками. Насіння з багатим ендоспермом і дрібним зародком. Стебла прості, або розгалужені, інколи рослини бувають з безлистою стрілкою і навіть з прикореневими квітконіжками. Підземна частина буває різною — корені, кореневища, бульби.

## Значення
Серед первоцвітових чимало рослин, що містять ефірні олії, глюкозиди, сапоніни, алкалоїди, барвники. Деякі рослини використовують у народній медицині, найбільш декоративні види вирощують у відкритому та закритому ґрунті.

## Класифікація
- Androsace L. (syn. Douglasia, Vitaliana)
- Bryocarpum Hook. f. & Thomson
- Cortusa L.
- Dionysia Fenzl
- Dodecatheon L.
- Hottonia L.
- Kaufmannia Regel
- Omphalogramma (Franch.) Franch.
- Pomatosace Maxim.
- Primula L.
- Soldanella L.
- Stimpsonia C.Wright ex A.Gray

### Роди, що включені уMyrsinaceae
Роди, що традиційно входили до первоцвітових, але Källersjö et al. у 2000 році включив їх до родини Myrsinaceae:
- Anagallis L.
- Ardisiandra Hook. f.
- Asterolinon Hoffmans. & Link.
- Badula Juss.
- Samolus L.
- Coris L.
- Cyclamen L. — cyclamen
- Glaux L.
- Lysimachia L.
- Pelletiera A. St.-Hil.
- Trientalis L.